# Didier Theys
Didier Theys, född den 19 oktober 1956 i Nivelles är en belgisk racerförare.